# The Balkan Girls
The Balkan Girls (As Raparigas Balcãs) é uma música cantada por Elena Gheorghe, e é a representante da Roménia no Festival Eurovisão da Canção 2009. A canção foi apresentada no festival nacional Selecţia Naţională 2009, com Gheorghe a ganhar o concurso.
A música foi apresentada na 1º Semi-Final, disputada no dia 12 de Maio de 2009, e conseguiu o apuramento para a Final do Festival.